# 晉朝太后三卿列表
晉朝太后三卿沿襲魏制，為衛尉、太僕、少府，隨太后宮名為官號，第三品，秩中二千石，置丞、五官、功曹、主簿等僚佐。太后三卿漢朝位在皇帝同號卿之上，曹魏改為皇帝同號卿之下，晉朝復為皇帝同號卿之上。
下表列出晉朝可考的太后三卿。

## 崇化宮
泰始元年（265年），晉武帝尊生母王元姬為皇太后，立崇化宮。泰始四年（268年），皇太后崩，宮廢。
崇化宮卿可考者如下：
| 官職     | 爵位     | 謚 | 姓名   | 在任時間 |
| 崇化衛尉 | 樂安亭侯 |    | 諸葛緒 | 265年—？ |
| 崇化太僕 |          |    | 劉原   | 265年—？ |
| 崇化少府 | 縣公     |    | 曹楷   | 265年—？ |

## 弘訓宮
泰始元年（265年），晉武帝尊景帝之妻羊徽瑜為弘訓太后，立弘訓宮。泰始九年（273年），裁撤弘訓宮卿。咸寧四年（278年），弘訓太后崩，宮廢。永熙元年（290年），晉惠帝尊武帝皇后楊芷為皇太后，復立弘訓宮。元康元年（291年），廢皇太后為庶人，宮廢。
弘訓宮卿可考者如下：
| 官職     | 爵位   | 謚   | 姓名 | 在任時間    |
| 弘訓少府 | 即丘子 | 貞侯 | 王覽 | ？—273年    |
| 弘訓少府 |        |      | 蒯欽 | 290年—291年 |

## 崇德宮
建元二年（344年），晉穆帝尊康帝皇后褚蒜子為皇太后，立崇德宮。太元九年（384年），崇德太后崩，宮廢。
崇德宮卿可考者如下：
| 官職     | 爵位 | 謚   | 姓名   | 在任時間 |
| 崇德衛尉 |      | 簡子 | 王彪之 |          |
| 崇德衛尉 |      | 王臻 |        |          |

## 永安宮
升平五年（361年），晉哀帝尊穆帝皇后何法倪為永安皇后，立永安宮。元興三年（404年），永安皇后崩，宮廢。
永安宮卿可考者如下：
| 官職     | 爵位 | 謚 | 姓名   | 在任時間 |
| 永安太僕 | 梁王 |    | 司馬㻱 |          |

## 崇訓宮
太元十九年（394年），晉孝武帝尊皇太妃李陵容為皇太后，立崇訓宮。隆安四年（400年），皇太后崩，宮廢。
崇訓宮卿不可考。